# Zofia Żychlińska
Maria Zofia Helena Żychlińska z Thielów (ur. 6 listopada 1883 we Wrześni, zm. 1961) – polska ziemianka, właścicielka dóbr Gorazdowa, działaczka społeczna i narodowa, członkini Narodowej Organizacji Kobiet.

## Życiorys
Należała do „Stelli” Towarzystwa Kolonii Wakacyjnych i Stacji Sanitarnych w Poznaniu. Była członkinią i radną Wydziału Opiekuńczego Stacji Sanitarnej w Kobylnicy. W 1917 działała w Polskim Komitecie Opieki nad Jeńcami.
W odrodzonej Polsce była aktywistką Porozumienia Organizacji Współdziałających w Zwalczaniu Komunizmu. W 1922 weszła w skład komitetu powiatowego Towarzystwa Pomocy Inwalidom Wojennym we Wrześni. Była członkinią zarządu okręgowego Polskiego Czerwonego Krzyża w Poznaniu oraz zastępcą przewodniczącej Towarzystwa „Warta”. Współorganizowała I Krajowy Kongres Eucharystyczny w 1930 jako członkini komitetu wykonawczego. W 1932 weszła w skład zarządu Narodowej Organizacji Kobiet w Poznaniu. W tym samym roku została matką chrzestną sztandaru Obozu Wielkiej Polski na ziemiach zachodnich. 
W 1933 weszła w skład zarządu Dzielnicy Wielkopolskiej Polskiego Towarzystwa Gimnastycznego „Sokół”. W tym samym roku została wiceprzewodniczącą Rady Związku Sokolstwa Polskiego. Była także pierwszą wiceprzewodniczącą Dzielnicowego Wydziału Sokolic w Poznaniu. W 1934 weszła w skład Komitetu Honorowego organizacji obchodu 15-lecia powrotu Armii Hallera do Polski, 5-lecia istnienia Związku Hallerczyków we Wrześni oraz poświęcenia sztandaru placówki Związku Hallerczyków we Wrześni, a rok później w skład komitetu obywatelskiego przy Towarzystwie Uczestników Powstania Wielkopolskiego. Była drugą wiceprzewodniczącą Oddziału Wielkopolskiego Związku Harcerstwa Polskiego. Została wybrana w skład Rady Głównej Towarzystwa Czytelni Ludowych. Była członkinią honorowym komitetu budowy Kupieckiej i Rzemieślniczej Bursy ks. Salezjanów w Poznaniu. Pełniła funkcję Wielkiej Protektorki Katolickiego Stowarzyszenia Młodzieży. Była przewodniczącą Komitetu Opieki Kliniki Chorób Dziecięcych Uniwersytetu Poznańskiego, a także należała do Poznańskiego Komitetu Wojewódzkiego do Spraw Pomocy Polskiej Młodzieży Akademickiej.
Zmarła w 1961. Jej prochy zostały w 1992 sprowadzone z Warszawy przez biskupa Jana Czerniaka i pochowane na cmentarzu w Sokolnikach. 

## Rodzina
Była córką Stefana (adwokata i notariusza we Wrześni) i Marii z Krajewskich herbu Leliwa. 9 lutego 1904 we Wrześni wyszła za mąż za Józefa Żychlińskiego herbu Szeliga (1872-1941), dziedzica majątku Gorazdowa, jednego z najbogatszych ziemian województwa poznańskiego, działacza gospodarczego, finansistę, przedsiębiorcę branży cukrowniczej, z którym miała dwie córki: Annę (ur. i zm. w 1905) oraz Annę Marię Józefę (1907-1970). Jej szwagrami byli: pułkownik Stanisław Thiel i prof. Bronisław Dembiński.

## Ordery i odznaczenia
- Krzyż Kawalerski Orderu Odrodzenia Polski (2 maja 1923)[27][28]
- Miecze Hallerowskie (9 września 1934)[15]